# تامين سورسوك
العربية (بالإنجليزية: Tammin Sursok)‏ هي مغنية وممثلة جنوب أفريقية وأسترالية، ولدت في 19 أغسطس 1983 في جنوب أفريقيا. بدأت مشوارها المهني سنة 2000، ومن الجوائز التي نالتها ميدالية الذكرى المئوية.

## أعمال

### أفلام
- (2006) زمردة[4]

### مسلسلات
- الكاذبات الصغيرات الجميلات
- ذا ينغ أند ذا رستلس
- قواعد الارتباط
- هانا مونتانا

## جوائز
- ميدالية الذكرى المئوية

## وصلات خارجية
- تامين سورسوك على موقع IMDb (الإنجليزية)
- تامين سورسوك على موقع ألو سيني (الفرنسية)
- تامين سورسوك على موقع ميوزك برينز (الإنجليزية)
- تامين سورسوك على موقع أول موفي (الإنجليزية)
- تامين سورسوك على موقع ديسكوغز (الإنجليزية)
- تامين سورسوك على موقع ديسكوغز (الإنجليزية)
- تامين سورسوك على موقع قاعدة بيانات الفيلم (الإنجليزية)
- تامين سورسوك على موقع كينوبويسك (الروسية)